# Здравствена веб наука
Здравствена веб наука је поддисциплина веб науке која испитује интеракцију између здравствених наука, здравља и благостања и светске мреже. Претпоставља се да сваки домен утиче на друге, па се тако здравствена веб наука допуњује и преклапа са медицином омогућеном новим технологијама. Истраживања су открилила нове особине које настају када појединци комуницирају једни са другима, са здравственим радницима и са самим вебом.

## Историја
Здравствена веб наука је започета на састанку Web Science Curriculum 2010. године на Универзитету у Саутхемптону где се око четрдесет научника окупило да разговарају о овој теми. Следеће године је основана радионица у Кобленцу под окриљем Удружења за рачунарске машине. Дефинисање здравствене веб науке као поддисциплине веб науке је започето међу истраживачима оријентисаним на конференцији медицине омогућеном новим технологијама 2012. и формиран је 2013. године. Здравствена веб наука је даље описана и развијена у монографији Health Web Science. Позивом на радионици ACM Web Science је затражено од заједнице да размисли како да убрза ову дисциплину и шта је додатно потребно осим доступних технологија за прикупљање знања (нпр. блогови, портали социјалне медицине, искуства, теорија графова, мрежа и игара) да би настала својства здравствене веб науке и проширили подаци који проистичу из индивидуалних разговора са пацијентима, самоизвештавања и самоистраживања. Једна истраживачка група се залагала за технологије које омогућавају предиктивну, персонализовану, превентивну и партиципативну медицину. Остале наведене потребе укључују „стручног пацијента” који је способан да осмисли медицинске информације и алате за суочавање са преоптерећењем информацијама кроз систем за подршку одлучивању.

## Здравствена веб опсерваторија
На здравственом европском скупу 2014. године је изнета потреба за дизајнирањем здравствених веб опсерваторија по мери. Web Science Trust је увео концепт веб опсерваторије као интегрисане збирке извора података и алата за анализу који омогућава посматрање и експериментисање за веб проучавање и позиционирао га да премости јаз између аналитике података. Здравствена веб опсерваторија прикупља и повезује здравствене податке на вебу како би одговорила на питања. Здравствена веб наука комбинује аксиом Хипократа са Коса „прво не нашкоди” са Гуглом „не чини зло”, обраћајући посебну пажњу на технологију и мере заштите.